# Seka Severin-Tudja
Seka Severin-Tudja (Zagreb, 10. travnja 1923. – Caracas, 2. siječnja 2007.), hrvatska i venezuelska keramičarka i likovna umjetnica, hrvatskog podrijetla. 

## Životopis
Polazila je Akademiju likovnih umjetnosti u Zagrebu. Nakon što je dobila stipendiju francuske vlade, seli se u Pariz gdje studira kiparstvo. Godine 1948. je diplomirala povijest umjetnosti i arheologiju na francuskom sveučilištu Sorbonne. Keramikom se bavila od 1949. godine. 1952. se seli u Caracas u Venezueli. Od tog trenutka, Seka je počela prikupljati međunarodnu pozornost i zastupati Venezuelu na izložbama u inozemstvu. Oblikovala je jednostavne kuglaste oblike od pečene gline pokrivenu ocaklinom istančane kromatike.

## Izložbe
- 1959 Librería Española, París.
- 1962 “Cerámica contemporánea” (Museo Nacional de Bellas Artes, Buenos Aires)
- 1962 Treinta y cinco cerámicas de Seka, Museo de Bellas Artes (Caracas, Venezuela). Exhibición individual.
- 1963 “9th Ceramic Art” (Instituto Smithsoniano, Washington)
- 1963 “Venezuelan Pottery” (Museum of Contemporary Crafts, New York)
- 1965 Les émaux dans la céramique actuelle (exposición internacional: Esmaltes Cerámicos Actuales), Musée de l’Ariane (Ginebra, Suiza).
- 1966 “Internationale Kunsthandwerk”  ,Stuttgart
- 1967 Forma und Qualität ,München.
- 1972 International Exhibition of Ceramics , Muzej Viktorije i Alberta,London.
- 1974 “In Praise of Hands” (WCC, Toronto, Canadá)
- 1976 “Keramika 1962-1975”, Muzej Suvremene Umjetnosti, Zagreb
- 1982 “Forma, textura, color”, Museo de Arte Contemporáneo (Caracas, Venezuela).
- 1984 I Trijenale male keramike ,Zagreb.
- 1984 “Sculptures du XXe siècle. De Rodin a Tinguely” Museo Rath, Ženeva
- 1985 “International Ceramics” (Museo de Bellas Artes, Taipei, Taiwan)
- 1985 “Venezuelan Studio Ceramics” (British Crafts Center, Londres)
- 1986-1988 “Encuentro de ceramistas contemporáneos de América Latina”
- 1992 “Barro de América” (MACC)
- 1993 “La cerámica de Seka 1960-1993” en el Centro_Cultural_BOD (Caracas, Venezuela).
- 1996 AIC (Umeleckoprumyslové Muzeum, Praga)
- 1996 “Europa y Venezuela, vínculo cerámico” (MACCSI y Museo de Arte, Coro)
- 1996 “La energía del barro” (Sala Sidor)
- 1998 “Keramika 1964-1998”, Muzej za umjetnost i obrt, Zagreb
- 2015 Moderno: Design for Living in Brazil, Mexico, and Venezuela, 1940–1978, Americas Society (Nueva York,Estados Unidos).

## Zbirke u kojima se nalaze djela Seke Severin Tudja
- Mercantil (banco), Caracas
- Colección Cisneros, Caracas
- Galería de Arte Nacional (Caracas)
- Museo de Arte Contemporáneo de Caracas
- Musée de l’Ariane, Ženeva
- Muzej lijepih umjetnosti, Taipei, Taiwan
- Museo de Ciudad Bolívar
- Muzej Suvremene Umjetnosti, Zagreb
- Muzej za Umjetnost i Obrt, Zagreb
- Umeleckoprumyslové Museum, Prag
- Universidad Simón Bolívar (Venecuela)
- Victoria and Albert Museum|London

## Nagrade
- 1955 Premio Nacional de Artes Aplicadas, XVI Salón Oficial
- 1962 Zlatna medalja, “Exposición internacional de cerámica”, Prag

Zlatna medalja, “Exposición internacional de cerámica contemporánea”, Buenos Aires
- 1965 Zlatna medalja, “Exposition internationale les emaux dans la céramique actuelle”, Musée de l’Ariane, Ženeva
- 1967 Zlatna medalja, “Form und Qualität”, München
- 1972 Diploma, “International Exhibition of Ceramics”, Victoria and Albert Museum, London
- 1984 Diploma, I Svijetski trienale male keramike, Zagreb
- 1991 Premio Gobernación del Distrito Federal, mención cerámica, Caracas